# Wykorzenienie (album)
Wykorzenienie (Uprooting) – trzeci album studyjny zespołu Kapela ze Wsi Warszawa wydany 25 października 2004 roku w Niemczech, a 26 stycznia 2005 roku w Polsce, nagrodzony Fryderykiem w kategorii album roku etno / folk w 2006 roku, nominowany do Nagrody Grammy.

## Historia
Mottem płyty jest cytat z Jamesa Clifforda: Świat współczesny zamieszkany jest przez ludzi wykorzenionych, których korzenie jednak bolą. Praca nad albumem trwała w 2004 roku w Polsce. Nagrań dokonano w Muzycznym Studiu Polskiego Radia im. Agnieszki Osieckiej (M1), a partie śpiewu Zdrzalików zarejestrowano w Strykowicach Górnych. Płyta miała premierę w Niemczech 25 października 2004 roku, wydała ją na CD wytwórnia Jaro Medien pod tytułem Uprooting (JARO 4261-2). W Polsce wydała ją na CD wytwórnia Metal Mind Productions 26 stycznia 2005 roku. Na rynek w USA i Kanadzie wydano płytę w wytwórni World Village.
Utwory z albumu zostały wykonane m.in. na koncercie na Festiwalu Dialogu Czterech Kultur w 2006 roku.
Po otrzymaniu Fryderyka lider zespołu, Maciej Szajkowski, powiedział: 

Nagrodę dedykujemy wszystkim niedocenionym Jankom Muzykantom i tym, którzy walczą o chleb z gitarą w ręku, a jednocześnie mają coś ważnego do zakomunikowania światu, który nie chce ich słuchać. Nas usłyszał, to i o was też usłyszy! Polskie podziemie tworzą korzenie!

Następny album zespołu, Wymixowanie wydany w 2008 roku zawierał remiksy utworów z krążka Wykorzenienie. Album Wykorzenienie został wznowiony przez Karrot Kommando 22 marca 2018 roku, do wydania dołączono film na płycie DVD pt. Z Kapelą ze Wsi Warszawa w podróży, który wyreżyserował Jan Sosiński.

## Brzmienie
Album otwiera kilkunastosekundowy śpiew Józefa Lipińskiego. Muzyka zawarta na płycie została oparta na melodiach m.in. z Mazowsza, Suwalszczyzny, Puszczy Kozienickiej, ma charakter żywiołowy i transowy, poza dominującym folkowym charakterem i wykorzystaniem tradycyjnych instrumentów jest nieco jazzowa, pojawiają się także skrecze.

## Lista utworów
1. Korzenie: Józef Lipiński 0:18
2. W boru kalinka 3:30
3. Baba w piekle 2:47
4. A przed wroty 3:30
5. Polka z Sieradzkiego 2:17
6. Mateusz 2:34
7. Korzenie: Janina Zdrzalik 0:35
8. Hej, zagrajcie, muzykanty 4:14
9. Sowa 4:41
10. Siwy koń 3:40
11. Korzenie: Kapela Mariana Pełki 0:36
12. A jak pojechał Jaś na wojenkę 2:46
13. Lament 2:30
14. Powałem 4:12
15. Korzenie: Kazimierz Zdrzalik 0:45
16. Rybicka 3:55[4]

## Twórcy

### Wykonawcy
- Maja Kleszcz – śpiew, wiolonczela, aranżacja (13)[2]
- Magdalena Sobczak – śpiew, cymbały[2]
- Sylwia Świątkowska – śpiew, fidel płocka, skrzypce[2]
- Wojciech Krzak – skrzypce, lira korbowa, muzyka i słowa (12)[2]
- Maciej Szajkowski – bęben obręczowy, talerz polny[2]
- Piotr Gliński – baraban, werbel, ksylofon[2]

Gościnnie:
- Janina i Kazimierz Zdrzalikowie[2]
- Zespół Regionalny „Lipsk” (3, 8)[2]
- Kapela Mariana Pełki[2]
- Activator Mario Dziurex (Mariusz Dziurawiec) – syrena (2, 12)[2]
- DJ Feel-X (Sebastian Feleks) – skrecze (2, 12)[2]

### Produkcja
- Ulrich Balss – producent[4] (szef Jaro Medien[13])
- Wojciech Przybylski – realizacja dźwięku[6]

## Odbiór krytyczny
Czasopismo „Songlines” zaliczyło Wykorzenienie do 50 najlepszych albumów 50-lecia. Niemiecki miesięcznik „Stereo” uznał album za jedną z trzech najlepszych płyt roku w kategorii „muzyka zagraniczna”. Antropolog Waldemar Kuligowski po latach od premiery z okazji reedycji płyty napisał, że album jest alternatywą estetyczną i duchową. Oddechem wolności. Bardzo pozytywnie o albumie wypowiedział się także m.in. Łukasz Wawro z Onetu.

## Nagrody
- Fryderyk za album roku etno / folk (Fryderyki 2005, 2006)[16][17]
- nominacja do Nagrody Grammy[16][6]